# 大英帝國橫越南極遠征

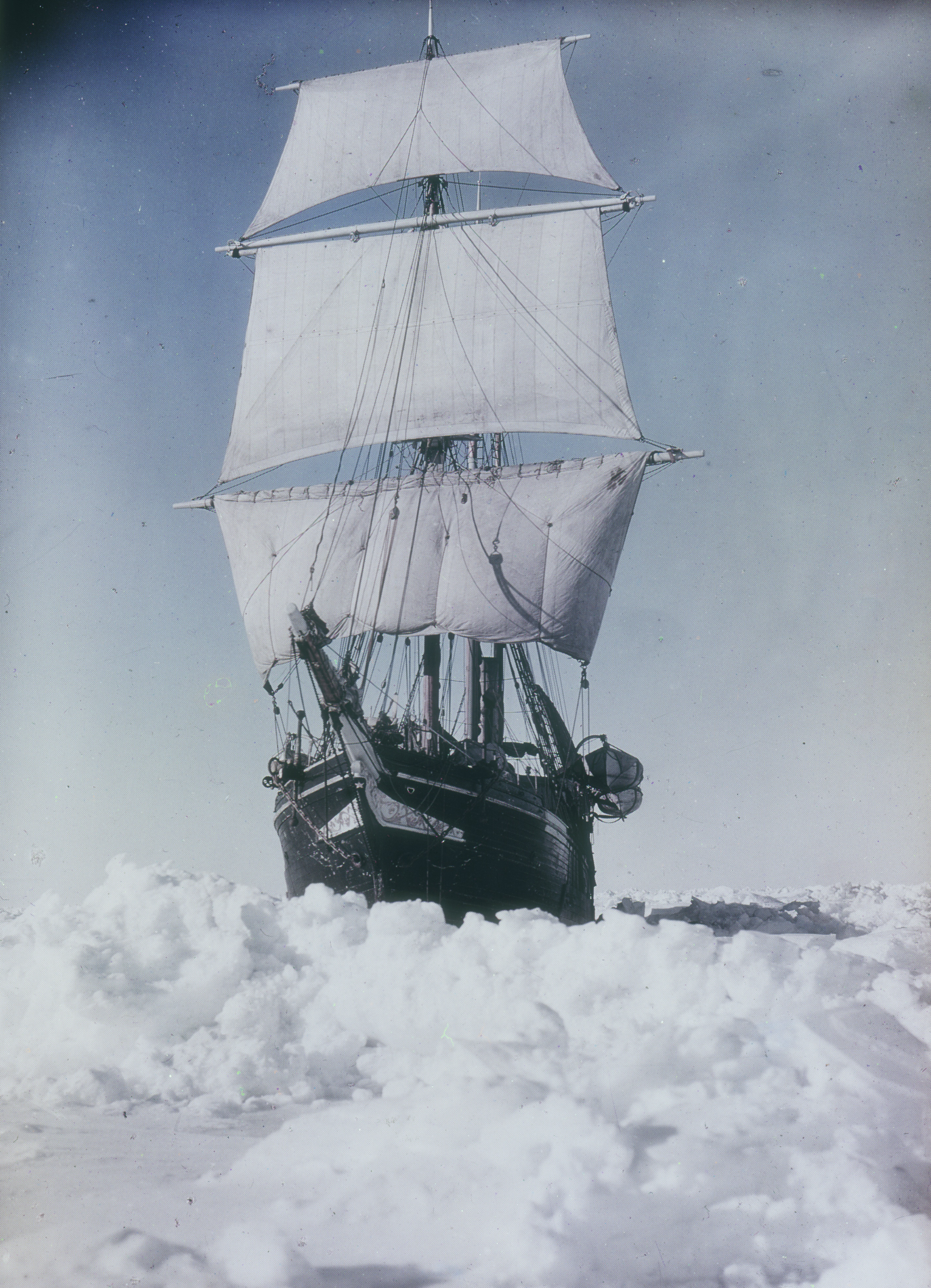
大英帝國橫越南極遠征

大英帝国南极穿越探险（1914–1917），也被叫做坚忍号探险，被认为是南極探險的英雄時代的最后一次主要探险。这次探险由欧内斯特·沙克尔顿指挥，目的是实现人类第一次横穿南极大陆。在阿蒙森第一次到达南极点后，横跨南极的旅行就如沙克尔顿所说，是“最后一次伟大的南极探险”。 这次探险没有完成它的使命，但被认作是坚忍号的史诗。
沙克尔顿曾经在斯科特船长1901-1904年的南极探险航行中任职，也曾领导过1907-1909年的英国探险航行。在这次新的航行中，沙克尔顿本打算航行到威德尔海在瓦瑟尔湾登陆，再横穿南极大陆通过南极点到达罗斯海。另一组人，叫做罗斯海支隊，会同时航行到大陆的另一边，在麦克默多海峡扎营，从这里放一些补给物资从罗斯冰架到比尔德莫尔冰川脚下。这些物资对探险队的生存至关重要，因为探险队不能带够足够的补给物资来满足整个探险过程。这次探险需要两艘船：沙克尔顿指挥下的“坚忍号”和船长埃涅阿斯·麦金托什指挥下的“SY奥罗拉”，来运送罗斯海团队的人员。
“坚忍号”在到达瓦瑟尔湾之前被威德尔海的浮冰困住，在将它脱困的努力失败后，它在1915年的冬天向北漂行。最后船撞毁沉没了，只留下了28人的探险队。在浮冰继续向北移动了几个月后，探险队登上救生艇，来登上未开发的，荒无人烟的象岛。沙克尔顿和其他五个人又在詹姆斯·凯尔德救生艇中航行了800英里（1,300千米）来到达 南乔治亚岛和南桑威奇群岛。从这里，沙克尔顿最终组织了一支救援队来救援还在象岛上的队员并且把他们安全带回英国。在南极大陆的另一边，罗斯海团队克服了巨大的困难来完成它的使命。“奥罗拉号”在一场大风后吹离了停泊地并且无法返航，使海岸上的队员没有足够的物资补给。无论怎样，物资还是安放到了正确的位置，但是在这一过程中却损失了三名队员。

## 预备工作

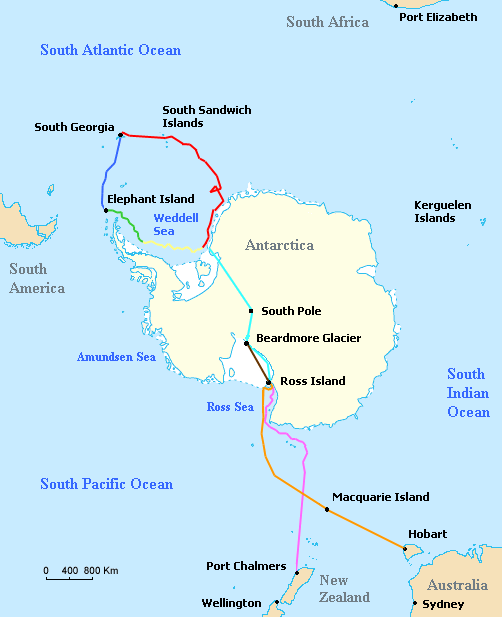
1914–1917：“坚忍号”，“奥罗拉”和詹姆斯·凯尔德的行驶路线，原计划南极穿越路线与罗斯海团队的物资投放路线：
“坚忍号”的路线
在冰盖中“坚忍号”的漂移路线
“坚忍号”沉没后的冰盖漂移路线
“詹姆斯·凯尔德”的路线
原计划的南极穿越路线
“奥罗拉”的路线
“奥罗拉“的漂移路线
物资投放路线

### 探险原因
尽管公众对沙克尔顿在1907-1909年的尼姆罗德探险中取得的成就已十分满意。这位探险家还心怀对南极探险的渴望，用英国滑雪家哈利·布里廷的话来说，沙克尔顿就像“一位四处漂浮的绅士”。他想重返南极，但他未来的计划决定于斯科特在1910年7月离开加的夫开始的的 特拉洛瓦探险。沙克尔顿于1912年3月11日得到了阿蒙森率先到达南极点的意外消息。这意味着他的探险焦点要有变化，无论斯科特的探险得到了怎样的结果。沙克尔顿写道：“发现南极点不会是南极探索的终点。”下一件工作，据他所说，将会是“一次横穿南极大陆的旅行”。但是，已经有其他人在朝着这个目标迈进了。在1911年12月11日，一支由威廉·菲尔希纳率领的德国探险队从南乔治亚岛向威德尔海进发，在那里建造一个南极大本营，在从那里试图穿越南极大陆到达罗斯海。在1912年末，菲尔希纳回到南乔治亚岛，没有建成他们的大本营。但是他在南纬78度的瓦瑟尔湾建造着陆点的试验，引起了沙克尔顿的注意，开始着手准备他自己的探险计划
尽管还没有关于斯科特船长与他的同伴的消息，沙克尔顿还是开始了他自己横穿大陆探险的准备。他向斯科特探险队中的的Tryggve Gran与原首相 罗斯伯里勋爵请求资金与物质上的帮助，但没有得到任何帮助。Gran竭力推脱，罗斯伯里直言道：“我从来不关心向南极行进的事情。” 最终，沙克尔顿还是从1902–1904年斯科特南极探险的领导者William Speirs Bruce那里得到了帮助。他从1908年起开始计划南极大陆穿越,但因资金缺乏被迫放弃计划。布鲁斯高兴地允许沙克尔顿来继承自己的计划。 尽管沙克尔顿最终的计划与布鲁斯原来的相差甚远。在1913年12月29日，在得到第一笔来自英国政府的10,000英镑的捐助后，沙克尔顿在一封给“泰晤士报”报社的信中公开了他的计划

### 沙克尔顿的计划

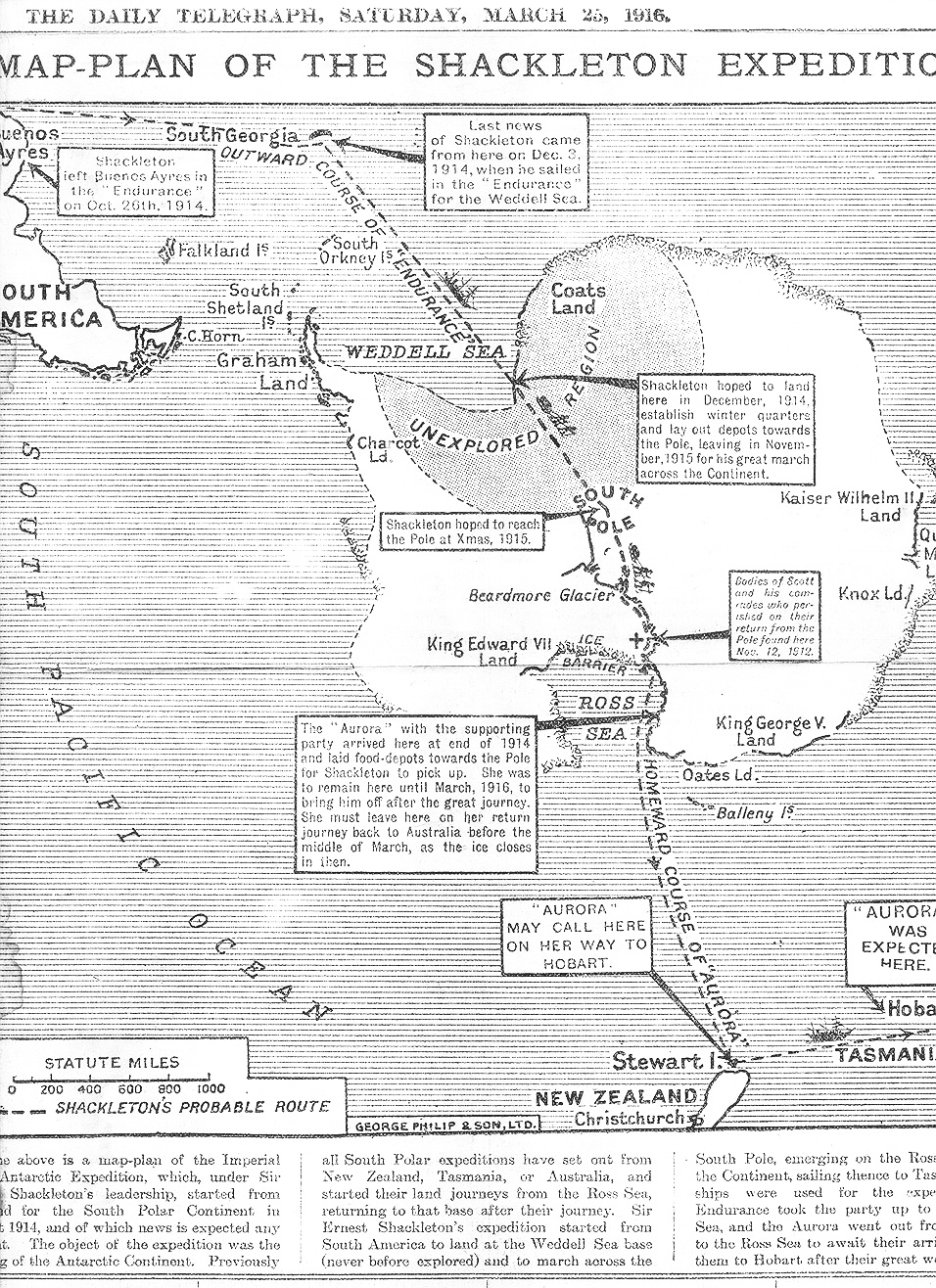
这次探险的地图，在1916年3月印刷。自1914年底起，就没有任何探险队的消息了。

沙克尔顿将他的新探险队叫做大英帝国南极穿越探险队，因为他感到“不仅仅是英格兰岛上的人们，所有英国统治的地方都愿意帮助这次探险活动。”为提起人民对这次探险的兴趣，沙克尔顿在1914年初就提出了一份详尽的计划。这次探险包括两个团队和两艘船。威德尔海团队在“坚忍号”中航行到瓦瑟尔湾，在这里十四个人将会上岸，其中六人将会组成穿越大陆的团队。这个团队，有69条狗，2台摩托雪橇，还有“所有领导者的经验和他的专家建议者能想到的”装备。他们将向罗斯海前进1,800英里（2,900千米）。剩余的八名在海岸边的成员将会开展科学研究，其中三人去格雷厄姆地三人去恩德比地剩余两人在大本营原地待命。
罗斯海团队向大陆的另一边出发。在上岸之后，他们从在探险队的途经地放置补给物资直到比尔德莫尔冰川，希望在那里遇到探险队来帮助他们安全返回。他们也在做地理与其他方面的观测。沙克尔顿计划在1914-1915的第一季度开始横穿南极大陆的旅程。后来，他意识到这一计划的不切实际，却没有通知麦金托什变更计划。根据通信记者欧内斯特·皮瑞斯的每日记录，麦金托什的指示本可以被有线电报改正，但他们从来没有寄来这封电报。

### 经济
沙克尔顿估算他大概需要50,000英镑（现合3,558,000英镑）来完成最基本的探险任务。他不相信公众的力量：“他们导致了没完没了的担忧。”他筹集资金的方式是争取富裕的赞助人，他在1913年初就开始了这项工作，但刚开始时不太如意。第一个极大地鼓励在1913年12月来自于政府赞助的10,000英镑，使他能够从私人渠道筹集一笔相等的捐款。 据亨特福德所说，他本不抱希望的皇家地理学会资助了他1,000英镑。沙克尔顿做出了高姿态的回复，告诉他们它只需要这笔钱的一半。之前宣称自己对极地探险毫无兴趣的罗斯伯里勋爵提供了50英镑在1914年2月“纽约时报”报道说：剧作家，斯科特船长的亲密朋友J. M. Barrie捐助了50,000美元（约合10,000英镑）。  随着时间流逝，捐助终于在1914年春夏之际筹齐。伯明翰轻武器公司 （BSA） 的达德利·多克尔捐助了10,000英镑，富裕的烟草巨头珍妮特·斯坦科-威尔士提供了一笔“慷慨的”捐助（具体金额没有提及） 在6月，苏格兰的实业家Sir James Caird捐助了24,000英镑（现合1,710,000英镑）沙克尔顿告诉“晨邮报”说：“这笔巨额的礼物释解了我所有的焦急。” 
沙克尔顿现在有了前进的资金。他甚至超额了14,000英镑，（现合1,000,000英镑）还有一艘为比利时探险家拉什去斯匹次卑尔根岛探险而制造的300吨的船“北极星”号。那个计划失败了，因而这艘船可以使用。沙克尔顿将船的名字改为了“坚忍号”，反映出他的家庭信条“忍耐才能胜利”用3,200英镑（现合228,000英镑），他买来了Douglas Mawson的“奥罗拉”号探险船，在塔斯马尼亚的霍巴特停泊。这艘船属于罗斯海团队。
沙克尔顿筹集到的资金总额仍不清楚，因为斯坦科-威尔士的捐赠数额不能确定。但是，资金缺少仍是探险的一个严重问题。直到罗斯海团队的领导者埃涅阿斯·麦金托什到达澳大利亚后，他才知道划拨给罗斯海团队的资金减少了一半。 麦金托什只能到处筹措资金来使罗斯海团队能够完成任务。缺少资金也妨碍了1916年营救罗斯海团队的行动。 沙克尔顿却意识到了这次探险活动的经济潜能。他将独家新闻报道权售予“每日记事”，又组成了大英帝国南极横穿影片公司来控制拍摄权。后来，当沙克尔顿在“詹姆斯·凯尔德”号中向南乔治亚岛进发时，他将讲演的探险日程告诉了弗兰克·维尔德，以防自己不能安全返回

## 探险人员

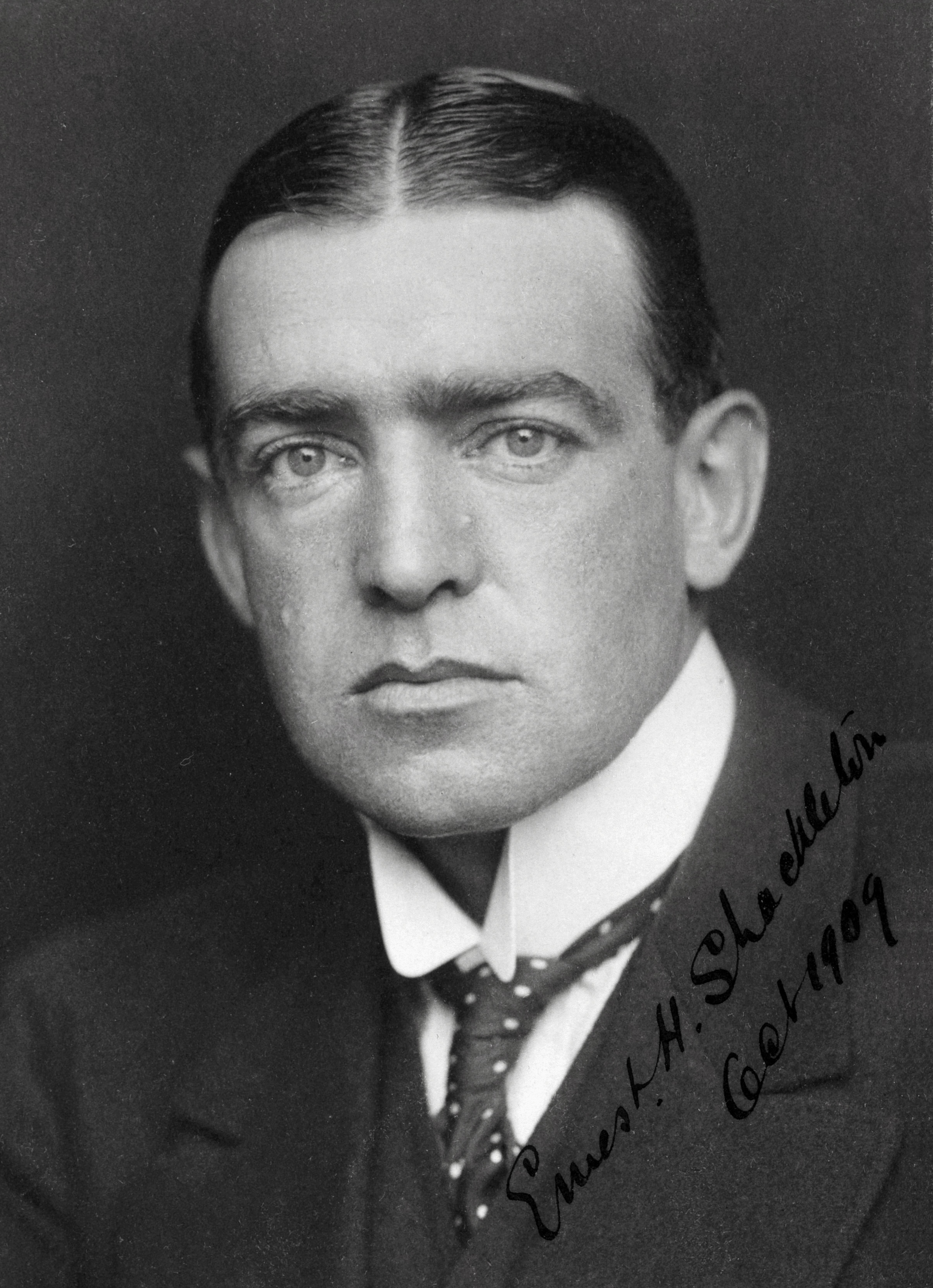
欧内斯特·沙克尔顿，这次大英帝国横跨南极大陆探险的领导者

沙克尔顿收到了5000多份加入探险队的申请。包括一封来自“三个运动型的女孩”的来信。她们说如果她们的性别不适合探险，她们就“穿上男人的衣服”。沙克尔顿拒绝了他们的请求。最终探险队各个分支的船员都已决定为每队28人，包括威廉·贝克威尔，他在布宜诺斯艾利斯加入船队；他的朋友珀斯·布莱克鲍罗当他申请受拒时又转移到在澳大利亚几次参加罗斯海团队面试。一个临时的船员是 Sir Daniel Gooch。他因帮助沙克尔顿制服狗而参加团队，又在南乔治亚岛离开了“坚忍号”。
沙克尔顿选择弗兰克·维尔德作为他的副手。弗兰克·维尔德曾经与他一同参加发现与尼姆罗德探险，而且一同在1909年成为 到达最南方的几个人中 维尔德不久前从莫森的澳大利亚南极探险返回。沙克尔顿希望 约翰·金·戴维斯成为“坚忍号”的船长，他曾经在澳大利亚南极探险中指挥“奥罗拉号”。戴维斯拒绝了沙克尔顿，认为这次探险“注定失败”。因此，沙克尔顿转向了 弗兰克·沃斯利，这是一个在自己梦到探险后就立即实施的人。皇家海军军事长汤姆·柯林，他曾因在新星地考察中拯救中尉埃文斯而获艾伯特奖章。沙克尔顿将他抽调出军队担任“坚忍号”的 二副，而另一个极地探险经验丰富的人 艾尔弗雷德·奇塔姆成为了三副。两个尼姆罗德探险中的老手也加入了罗斯海团队：Aeneas Mackintosh是罗斯海团队的指挥，还有欧内斯特·乔伊斯。沙克尔顿本希望“奥罗拉号”能由一名海军船员来指挥，他曾向海军部请求军官与船员，但是被拒绝了。在强调他的探险的重要性后，沙克尔顿得到了一名来自皇家海军的军官托马斯·奥德-李上尉，他是海军后勤的指挥官。
“坚忍号”上的六名科学工作人员包括亚历山大·麦克林与詹姆斯·麦克罗伊两名外科医生，地质学家詹姆斯·沃迪，生物学家罗伯特·克拉克，物理学家雷金纳德·詹姆斯和测绘学家伦纳德·赫西，赫西将会最终修正沙克尔顿向南极的探险方向。摄影师弗兰克·赫尔利与艺术家乔治·马斯顿负责留下这次探险的影像资料。罗斯海团队最终的组成一直还未确定。一些人在“奥罗拉号”出发前退出探险活动，一大批船员出发时才确定下来只有麦金托什和乔伊斯曾有南极探险的经历，其中麦金托什还因在尼姆罗德探险的一次事故中失去了一只眼睛而提前回国。

## 探险过程

### 威德尔海团队

#### 冰上旅程
“坚忍号”，在1914年8月8日从普利茅斯起航向布宜诺斯艾利斯出发，而沙克尔顿还留在英国处理一些探险的经济活动，后来沙克尔顿登上了一只快船，重新回到探险队。赫尔利也登上船, 威廉·贝克韦尔和偷渡者珀斯·布莱克鲍罗也加入船员。一些人退出了探险，还有一些人被辞退。在10月26日，船向南大西洋驶去，并在11月5日到达南乔治亚岛。在古利德维肯捕鲸站修整了一个月后，“坚忍号”于12月5日向南极洲出发。 两天后，沙克尔顿在南纬57度26分遭遇了浮冰层。浮冰层迫使他的船只得从冰中试图脱身。在接下来的几天中，与冰层的战斗愈演愈烈，在12月14日甚至使他的船24小时都无法再前进一步。三天后船又无法前进了。沙克尔顿说：“我已考虑到威德尔海的险恶状况，但我以为会是容易裂开的冰块。而我们现在遭遇的是致密的无法打破的冰层。” 

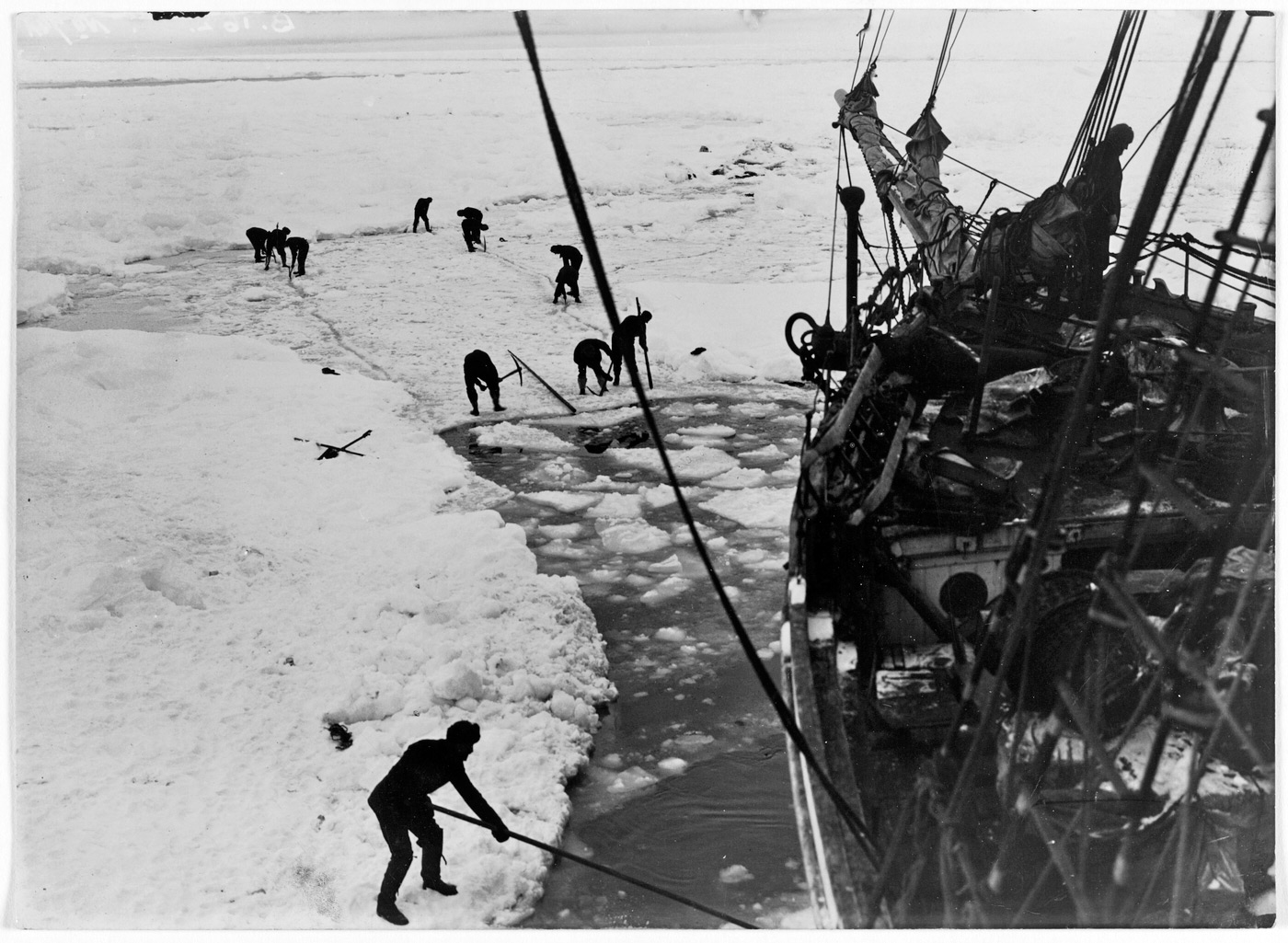
船员正在使船与冰层分离

“坚忍号”的进展令人失望，直到12月22日才破开冰层使船又可以继续向南行驶，这样的状况持续了两个星期，将整条船带向威德尔海的深处。  在新年将到时冰层使他们拖延了更多的时间，直到1915年1月7日到10日他们接近了100英尺（30米）高的冰墙，表示他们已来到了南极海岸上的科茨地。这里在1904年被William Speirs Bruce在苏格兰国家南极探险中发现。在1月15日，“坚忍号”靠近了一座巨大的冰川，在这座冰川的边缘构成了一个海湾，形成了一个天然良港。但是，沙克尔顿认为这距南极点太远了，这是使他后悔的一个决定。在1月17日，船到达了南纬76度27分，这里可以远远望到南极洲的陆地。沙克尔顿将这里命名为开尔德海岸，以他的主赞助人来命名。坏天气使船不得不停泊在一座冰山的背风面。
他们现在距于1912年被费通起 （Wilhelm Filchner）发现的鲁特波特海岸很近了，那里就是瓦瑟尔湾的最南边。第二天，船被冰山带着向东移动了14英里（23千米），比原来的位置更加偏南。这里的位置是南纬76度34分，西经31度30分。在船十天无法移动后，船的发动机被关闭，为节约燃料。与此同时，船员们艰难地试图将船与冰山分离。在2月14日，沙克尔顿命令船员到冰上用冰凿，冰锥，锯子和锄头，试图开辟出一条出路，但都没有成功。沙克尔顿仍没有放弃解救船的希望，但已在思考“在条件艰苦的冰层上度过一个冬天的可能性” 

#### “坚忍号”的漂行

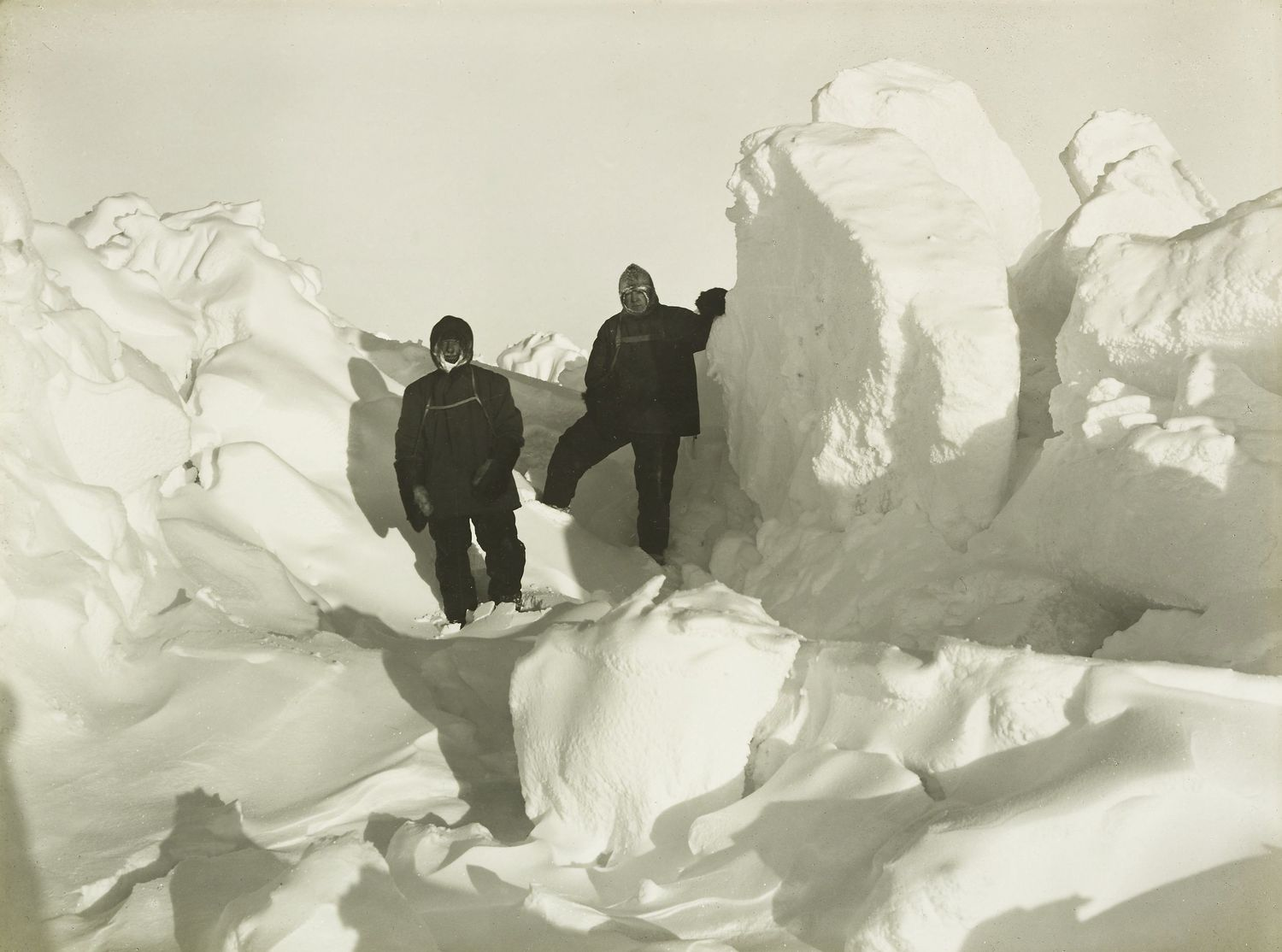
沙克尔顿与 弗兰克·维尔德在冰脊上

在1915年2月21日，“坚忍号”仍然在向更南方快速漂去，到达了南纬76度58分。在这以后船开始随着浮冰向北移动在2月24日，沙克尔顿意识到他们可能要在冰上度过整个冬天，并且放弃这艘船。狗被带下船在冰做的狗舍中居住，船的内部被改造成了一个给不同人居住的冬季房屋——有指挥员，科学家，工程师和海员。他们还建造了一个无线天线，但这里太偏远了，无法接收或发出信号。
沙克尔顿知道三年前费通起的船只“德意志”号也在这附近被冰困住。在费通起试图在瓦瑟尔湾建造陆上基地的尝试失败后，他的船“德意志”号在1912年3月6日被困住，距科茨地的海岸大约200英里（320千米）。六个月后，在南纬63度37分，船从冰中脱身，驶向南乔治亚岛。沙克尔顿想一个类似的经历也可能使“坚忍号”可以在下一个春天（南半球）再驶向瓦瑟尔湾。
在二月和三月船的漂移变得很慢。在三月底沙克尔顿计算得到他们自1月19日以来仅仅漂移了95英里（153千米）。但是，自冬季来临以后，冰的漂行速度增加了，周围冰的状况也发生了变化。在4月14日沙克尔顿记录到邻近的冰层“聚集在一起互相挤撞”，如果船被卷入其中，船只就会像蛋壳一样被挤碎。在五月，冬季的极夜来临时船位于南纬75度23分，西经42度14分，还在一个相对靠北的航向上。在春天来到，冰层可能消融之前还至少有四个月，“坚忍号”没有可能再按时回到威德尔海。沙克尔顿现在开始考虑如果能到达西海岸，他们在威德尔海的西海岸上着陆的可能性。他说：“同时，我们必须等待，” 

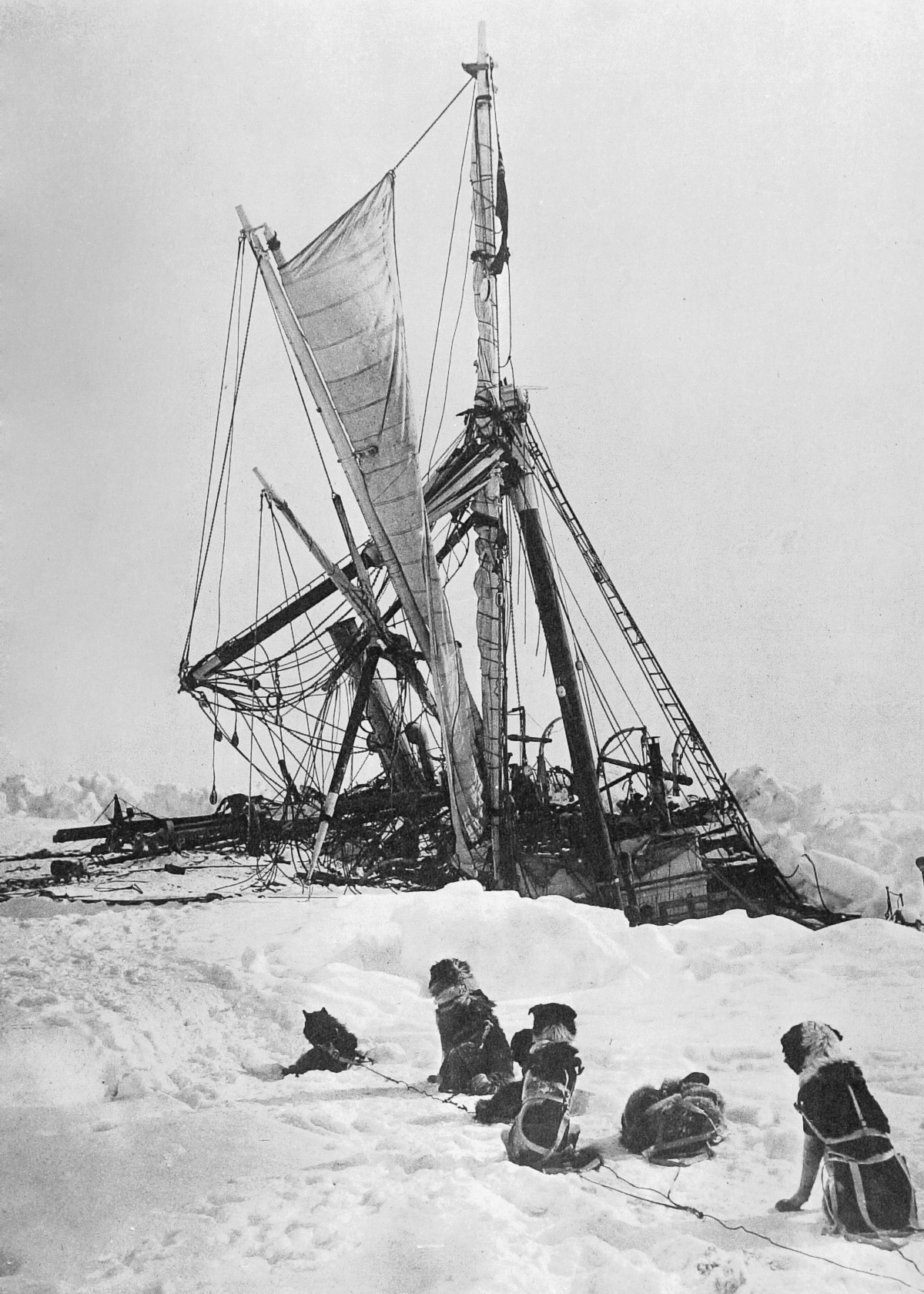
“坚忍号”在狗的注视下漂移的最后旅程，不久，它就沉入了威德尔海的海底

在没有阳光的五月，六月和七月，沙克尔顿专注于保持健康，训练与保持士气。虽然能进行的活动种类受到了限制，狗还是被训练在月光下行进（有时是竞赛性的），人们也进行一些行走，在船上上演一些戏剧。特殊的节日例如帝国日（5月24日）被按时庆祝。冰层断裂的第一个信号发生在7月22日。在8月1日， 大块浮冰开始在船边碎裂，在船的龙骨下冰的质量产生的压力使船向左边倾斜。这种状况是很危险的。沙克尔顿写道：“周围的情况十分危险，大块的冰……慢慢升起直到像手指间抓着的樱桃核似的跳起……，如果船也跳起的话它的命运就到此结束了。” 这个危险过去了，接下来的几个星期都很平静。在这段平静的间歇中船漂行到了1823年本杰明·莫雷尔船长看到并命名的海岸线新南格陵兰。这里没有任何陆地的痕迹。于是沙克尔顿认为莫雷尔可能是将大块的冰当做陆地了。
在9月30日船继续维持被沙克尔顿称作是“最艰难的处境”的情形。 沃斯利将情形称之为“被向前向后不停地抛” 在10月24日，船的右舷侧撞上了一块大浮冰，船体弯曲断裂，使浮冰中的水进入船体。木材断裂时的声音被称之为就像“烟火与枪声”的声音一样。物资与三艘救生艇被转移到冰上，船员们试图支撑断裂处，同时排出海水。但是几天后，在1915年10月27日，在零下15华氏度（零下25摄氏度）的气温下，沙克尔顿被迫做出弃船的指令。弃船的位置被记录为南纬69度05分，西经51度31分。船的残骸还在漂浮，在几个星期的打捞物资与材料的活动中，发现了赫尔利的照片和照相机。从大约550卷底片中，赫尔利挑选了最好的150卷，因为他们实在带不下剩下的了。

#### 冰上扎营

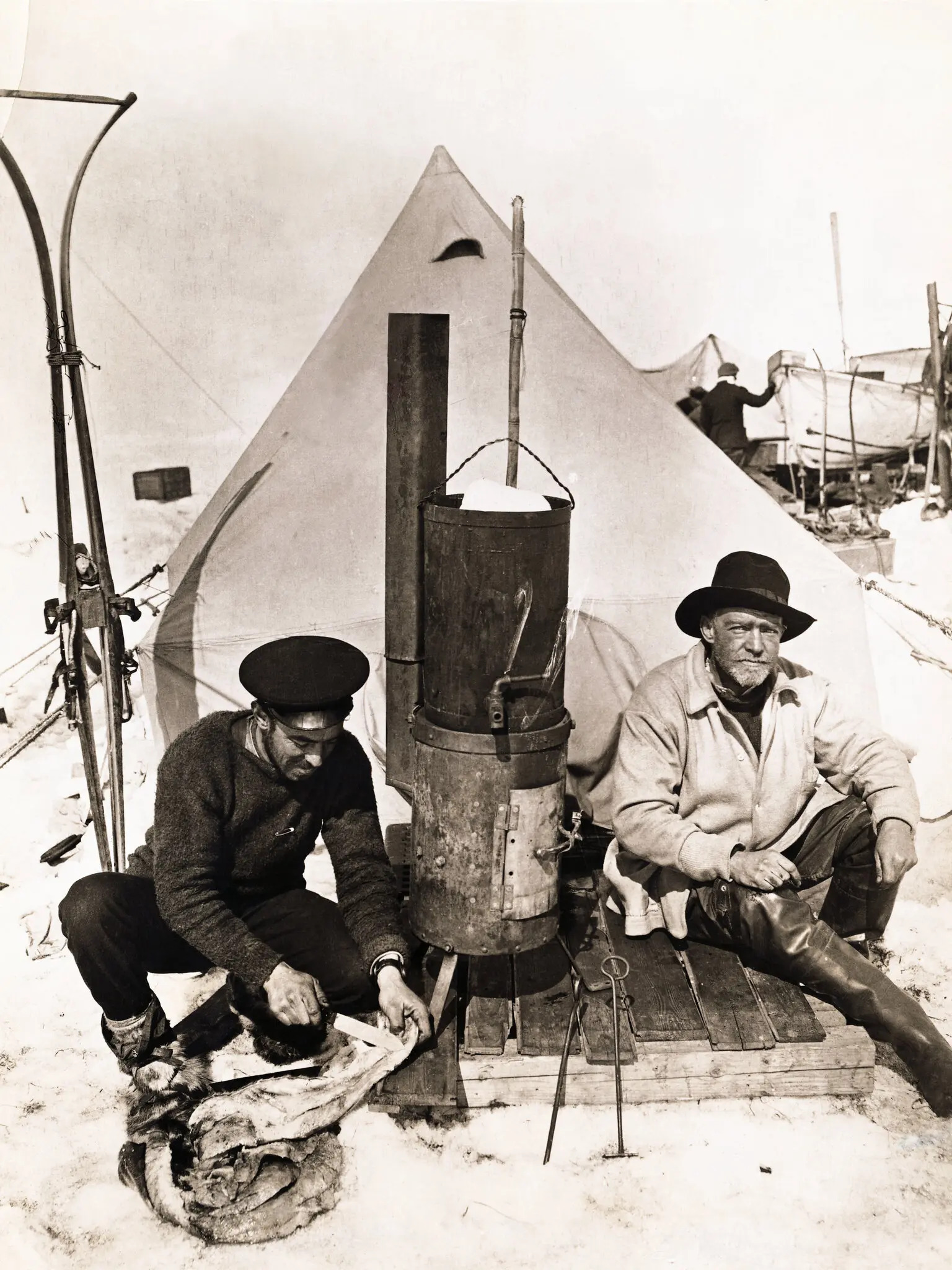
弗兰克·赫尔利与欧内斯特·沙克尔顿在大洋营地

在损失了船的条件下，横穿大陆的计划被放弃了，重点转移到了鞋子上。这些人没有鞋子穿，只能用从船上打扫出来的木片做鞋。沙克尔顿现在的目的是带着船员向西行进，到达一个或多个可能达到的目的地。他的第一个想法是保利特岛，因为 12年前他在组织对1902-1904年Otto Nordenskiöld的瑞典探险的救援时就知道这里有一个物资食物投放站。 其他的可能性还有雪丘岛，这里曾是Nordenskiöld的冬季住宿地，或者是 罗伯逊岛.沙克尔顿认为从这些岛屿就较容易到达并穿过格雷厄姆地，最后到达位于威廉敏娜湾的捕鲸站。他计算得在“坚忍号”被抛弃的那天他们距保利特岛346英里（550千米）。沃斯利计算的到雪丘岛的距离是312英里（500千米），再到Wilhelmina Bay的距离是120英里（190千米）沃斯利认为行军太冒险了，他们应该等待到冰块将他们带到开阔水域之后，再从船上离开。沙克尔顿使他服从命令。
在10月30日行军开始了，将两只救生船也绑在了雪橇上。在开始之前，沙克尔顿不情愿的处死了两只最弱小的动物，包括木匠哈利·麦克尼什的猫花栗鼠夫人，和一只外科医生麦克林的狗。随着周围的冰块的情况变糟，各种各样的问题随之而来。据赫尔利所说，冰的表面变得“坑坑洼洼，凹凸不平”，几乎没有一片平地有一平方码大。在三天之内，团队只前进了2英里（3.2千米）。在11月1日，沙克尔顿暂停了行军，他们扎营等待冰的碎裂。  他们称营地为“大洋营地”，就在一块平整结实的冰上。他们还在船上找到了很多补给物资，直到1915年11月21日船最终沉入海底。

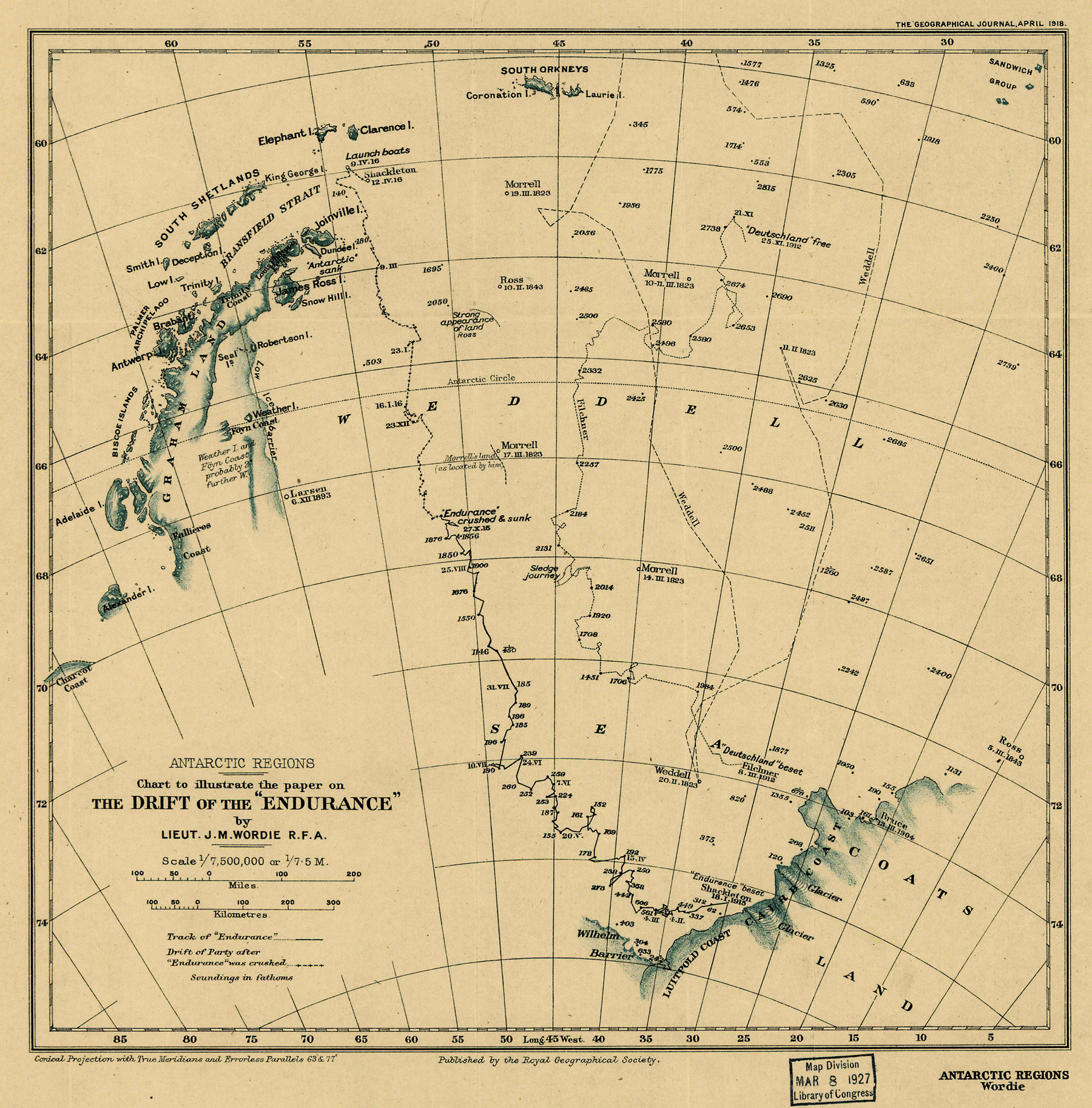
现代地图展示了“坚忍号”的漂移路线和向象岛转移的路线

冰层移动得很慢，虽然在11月末移动速度已增加到7英里（10千米）每天。在12月5日，他们穿过了南纬68度线，方向是北稍偏东。这将最终将他们带到一个难以到达雪丘岛的地方，尽管很靠北的保利特岛还是有可能的。但这也有250英里（400千米）的距离，沙克尔顿希望能缩小到一个能用救生艇到达的距离。因此，在12月21日他宣布要进行的二次行进，于12月23日开始。
状况比上回行进时好不了多少。气温升高了，带来了一种令人不舒服的温暖。人们的膝盖陷入雪中，靴子卡在冰缝中。在12月27日船上的木匠哈利·麦克尼什反叛并拒绝工作。他认为 船员条例在“坚忍号”沉没后就失效了，因此他不再需要听从命令。沙克尔顿的规劝最终使木匠又回到船员中，但这个事件再也没有被忘记。尽管麦克尼什后来对拯救团队有功，他还是沙克尔顿要求不授予极地奖章的四个人之一。两天之后，在十分疲劳的七天行进后，探险队只行进了7.5英里（12千米）。沙克尔顿暂停了行进，并说：“我们要像这样的速度，到达陆地用300天都不够。” 船员们支起帐篷，进入了沙克尔顿所称的“耐心营地”，他们在这里停留了三个多月。
物资逐渐消耗。赫尔利和麦克林回到“大洋营地”去找为减轻负担而丢弃在那里的食品。在1916年2月2日，沙克尔顿派出了一支大一些的团队，带回来第三只救生艇。食品短缺的问题逐渐变得严重起来。原来为了添加食品种类的海豹肉，现在已因沙克尔顿要节约剩下的配额食品而成为了主食。在一月，他们只留下了两队狗而杀死了其他狗，因为狗对海豹肉有大量的需求。而剩下的两队狗也在接下来的几个月中因意外与疾病而数量减少。最后的两队狗也在4月2日被杀死，因为它们的肉对于有限的配额来说是不小的扩充。同时，漂流的速度变得不稳定。在南纬67度停留了几个星期后，在一月底突然向东北方向移去。在3月17日，“耐心营地”已到达与保利特岛，纬度相同的地方，但在它的东边60英里（97千米）。沙克尔顿说：“我们要从充满碎浮冰的海面上过去，可能会出现600种情况。”（因此不向保利特岛进发） 
这时，这批人能看到一些陆地了。可以看到詹姆斯罗斯岛 上的哈丁顿山山顶。他们想去雪丘岛或保利特岛现在的位置都太靠北了。沙克尔顿将所有的希望都寄托着了剩余的两个小岛，它们在格雷厄姆地的很北边。它们是 克拉伦斯岛和象岛，大概在他们3月25日的位置以北100英里（160千米）。他又想到迪塞普逊岛可能是一个更好的目的地。这里更靠西，正对着一串组成南设德兰群岛的岛链。但是沙克尔顿认为去这里应该将较近的岛屿作为出发地。迪塞普逊岛的优势在于有时有捕鲸人而且可能有供应品。所有这些目的地都需要一个在救生艇上长途跋涉的旅行，这就将在浮冰彻底破碎的时候开始。这三艘救生艇被以三个探险的主要赞助人的名字来命名，它们叫：“詹姆斯·凯尔德”，“达德利·多克尔”与“斯坦科·威尔士”。

#### 在救生艇上向象岛出发
耐心营地的使命在4月8日结束，这天浮冰突然裂开。耐心营地在一块小的三角形浮冰上漂浮，如果再裂开，就意味着探险队的灾难。所以沙克尔顿准备好了救生艇。如果可能的话，他会试图到达梦幻岛，因为在这里有一所为捕鲸人准备的小木教堂。这个建筑可以给他们提供制造一艘能渡海的船只所需的木料。在4月9日下午1点时，“达德利·多克尔”出发了，一个小时后三艘船已全部出发。沙克尔顿自己指挥“詹姆斯·凯尔德”，沃斯利指挥“达德利·多克尔”，航海长休伯特·赫德森指挥“斯坦科·威尔士”，但由于赫德森不稳定的精神状态，事实上的指挥官是汤姆·克林。
救生艇被冰块围绕着，随水漂动，行进是危险且不稳定的。有时船贴在冰块上，有时冲到冰块上面，人们等待着情况能有所好转。沙克尔顿正在考虑去哪个目的地，在4月12日，他决定去希望湾，就在格雷厄姆地的尖角上。但是船上十分寒冷，气温有时达到零下20华氏度（零下35摄氏度）。食物也很短缺，有时船整个浸在冰冷的海水中。船员们身心俱疲。沙克尔顿于是决定去往象岛，是距离最近的避难地，这似乎是唯一可行的选择了。
在4月14日，船到达了象岛的东南角，但是无法登陆，因为海岸上是垂直的悬崖和冰川。第二天“詹姆斯·凯尔德”绕着岛的东部行进，在北部的背风处发现了一个狭小的鹅卵石海滩。很快，昨天晚上分开的三艘救生艇都找到了这里。但这里的地势低于高潮位，不适合做长久的扎营地。第二天，维尔德和一队船员在“斯坦科·威尔士”中开始在海岸搜索一个更安全的地点。他们发现在西面7英里（11千米）处有一个长长的海岬。人们立刻回到船上转移到这个新的地方，后来把这里命名为维尔德点（维尔德海岬）。

#### “詹姆斯·凯尔德”去南乔治亚岛的旅程

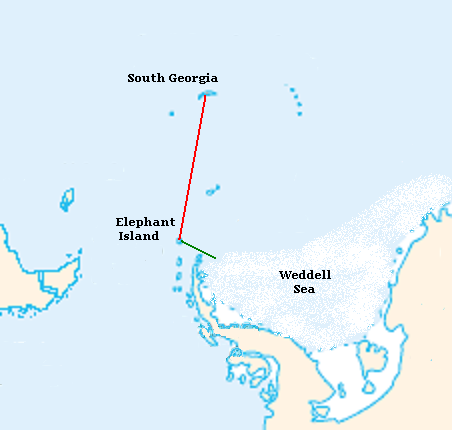
绿色代表去象岛的路线，红色代表“詹姆斯·凯尔德”从象岛到南乔治亚岛的路线。

象岛是一个偏远的，未开发的，没有捕鲸人或其他船来到的岛屿。船员们要回到现代文明就必须寻求援助。唯一的可能性就是派遣一艘救生艇行驶800英里（1300千米），穿过南极海，到达南乔治亚岛。由于队伍中很多人身体条件已经很差，沙克尔顿放弃了前往迪塞普逊岛的想法。福克兰群岛的斯坦利港比南乔治亚岛要近，但是他们去那里必须逆强风行驶。
沙克尔顿亲自挑选去南乔治亚岛的人员：他自己，航海员弗兰克·沃斯利，克林，麦克尼什， 约翰·文森特和蒂莫西·麦卡锡。在沙克尔顿的指挥下，麦克尼什用临时做的工具和材料装备“詹姆斯·凯尔德”。弗兰克·维尔德留在岛上指挥，如果沙克尔顿没有回来的话，他们第二年春天就会前往迪塞普逊岛。沙克尔顿只带了四个星期的补给品，如果他们不能按时到达，他们就没有了足够的补给。
22.5英尺（6.85米）长的“詹姆斯·凯尔德”于1916年4月24日出发。这次航行能否成功的关键就在于沃斯利的指挥能否通过在最艰苦条件的观察下在茫茫大海上精确到达地图上的一个小点。风向是西北风，对他们很有利，但艰难的海上环境还是造成了很多困难。所有东西都在冰水中泡着，冰在船上聚集，使行进变得缓慢。在5月5日一阵西北向的大风几乎造成了船的毁灭，沙克尔顿称之为他在海上26年见过的最大的海浪。在5月8日，南乔治亚岛已经进入了视野范围，船上的人们也到达了体力的极限。又在岛的南边与巨浪和飓风战斗两天后，船终于停在了金哈肯海湾。

#### 穿越南乔治亚岛
在“詹姆斯·凯尔德”到达金哈肯海湾后，队伍先休整了一下，沙克尔顿又开始了下一次行动。有人活动的捕鲸站在岛的北海岸，需要绕岛环行一周或穿过未被开发的内陆地区。“詹姆斯·凯尔德”的损坏程度与队伍的疲劳程度，尤其是文森特和麦克尼什，说明环岛航行仅仅是一种理论上的可能性。

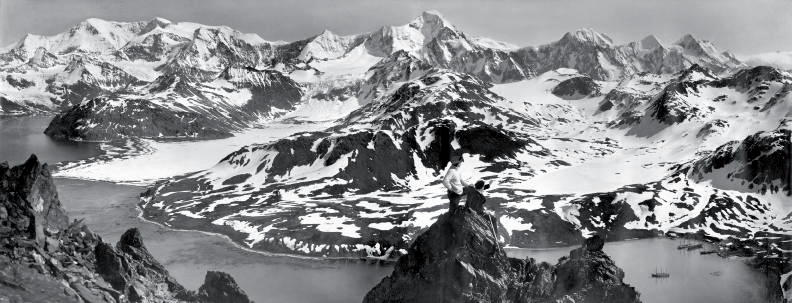
南乔治亚岛的内陆，在队伍穿越一年后由弗兰克·沃斯利拍摄

在五天以后，队伍带着船向东走了一小段，来到了一个很深的海湾的一端。这里就是穿越旅行的起点。沙克尔顿，沃斯利与克林将会进行陆上穿越，其他人留在原地建立“Peggotty 营地”，他们将会在得到捕鲸站的帮助后被营救。5月18日的一场风暴暂缓了他们的计划，但到第二天早上2点时天气已经晴朗温和，于是穿越队在1个小时后出发了。
因为没有地图，他们采用的路线主要靠推断得出。到早晨他们已经前进了3,000英尺（910米），可以望到北海岸了。这里邻近财产湾，这说明他们必须向东走来到达他们的目的地斯特罗姆内斯。这说明他们必须走回去，走一条其他的路。人们很失望。在这天快结束的时候，因为他们需要在天黑之前到达山谷底，他们尝试用一根雪橇上的绳子从山坡上滑下。他们没有休息，而是在月光下继续赶路。5月21日的清晨，他们看到了 Husvik Harbour，知道自己走了一条正确的路。在7点时他们听到了从斯特罗姆内斯传来的蒸汽声。”这是我们自1914年12月从斯特罗姆内斯湾出发后，听到的第一声由除探险队以外的人类发出的声音。”在一段艰难地下降，包括从一条结冰的瀑布上下去的旅程后，他们最终安全到达。
沙克尔顿后来写道：“我无疑认为是天意引导了我们……在过去的三十六小时中，我们翻越了无数不知名的山峰和冰川，但我们仍然是四个人。”  这幅四个探险家的图景，在经过了沃斯利和克林的描述后，被托马斯·斯特尔那斯·艾略特在他的诗“荒原”中描述。

#### 搜救工作

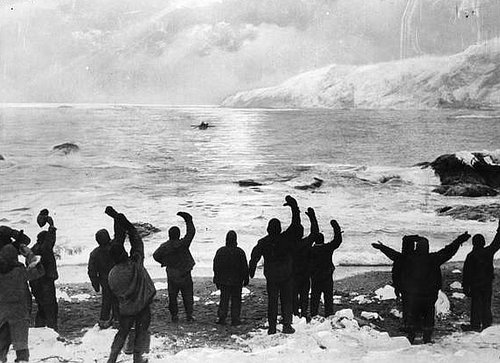
这张照片开始时被认为是沙克尔顿回到象岛时的照片，但后来被证实是“詹姆斯·凯尔德”出发时的照片

沙克尔顿的第一项工作是将他的三个同伴从Peggoty营地营救出来。一个捕鲸人开船，沃斯利带路，到5月21日所有6个同伴都被安全带回。
沙克尔顿尝试了四次才将在象岛的同伴救出。他在到达斯特罗姆内斯后仅仅三天就又离开了，准备了一艘大型捕鲸船“南方天空”号，沙克尔顿召集了一队志愿船员，在5月22日早上就起航了。当船只接近象岛时他们看到了形成了一道无法通过的冰层障碍，大概距岛还有70英里（110千米），“南方天空”号并不适合破冰航行，因此又撤回到福克兰群岛的 斯坦利港。
在到达斯坦利港之后，沙克尔顿通知了伦敦事件的经过，请求一只适合的船只来进行搜救活动。他被海军部通知在10月之前没有可能，但他认为10月太晚了。通过一个英国在蒙得维的亚的部长向乌拉圭借了一艘坚固的拖船“Instituto de Pesca No. 1”号，这艘船在6月10日启程向南，但冰层又阻挡住了他们。为了寻找一条合适的船，沙克尔顿，沃斯利，和克林到了智利的蓬塔阿雷纳斯，在这里他们遇到了艾伦·麦克唐纳，他是纵帆船“艾玛号”的拥有者。麦克唐纳装备好船，在7月12日开始起航，但同样被冰层所阻挡。沙克尔顿后来以麦克唐纳的名字命名了威德尔海上的布伦特冰架边的一个冰崛起，叫做麦克唐纳冰褶。
现在已经是8月中旬，据沙克尔顿离开象岛已经三个多月。沙克尔顿请求智利政府借给他“耶尔京迪兹”号，这是一艘小型拖船，上次帮助“艾玛号”展开救援，由 路易斯·帕尔多担任船长，开往象岛。这次，按照沙克尔顿的话讲，上天眷顾了他。海面宽阔，船可以靠近海岸，尽管有浓雾影响。在8月30日上午11点40分浓雾消散，所有的象岛上的成员都安全上船，向彭塔阿雷纳斯出发。

#### 象岛上

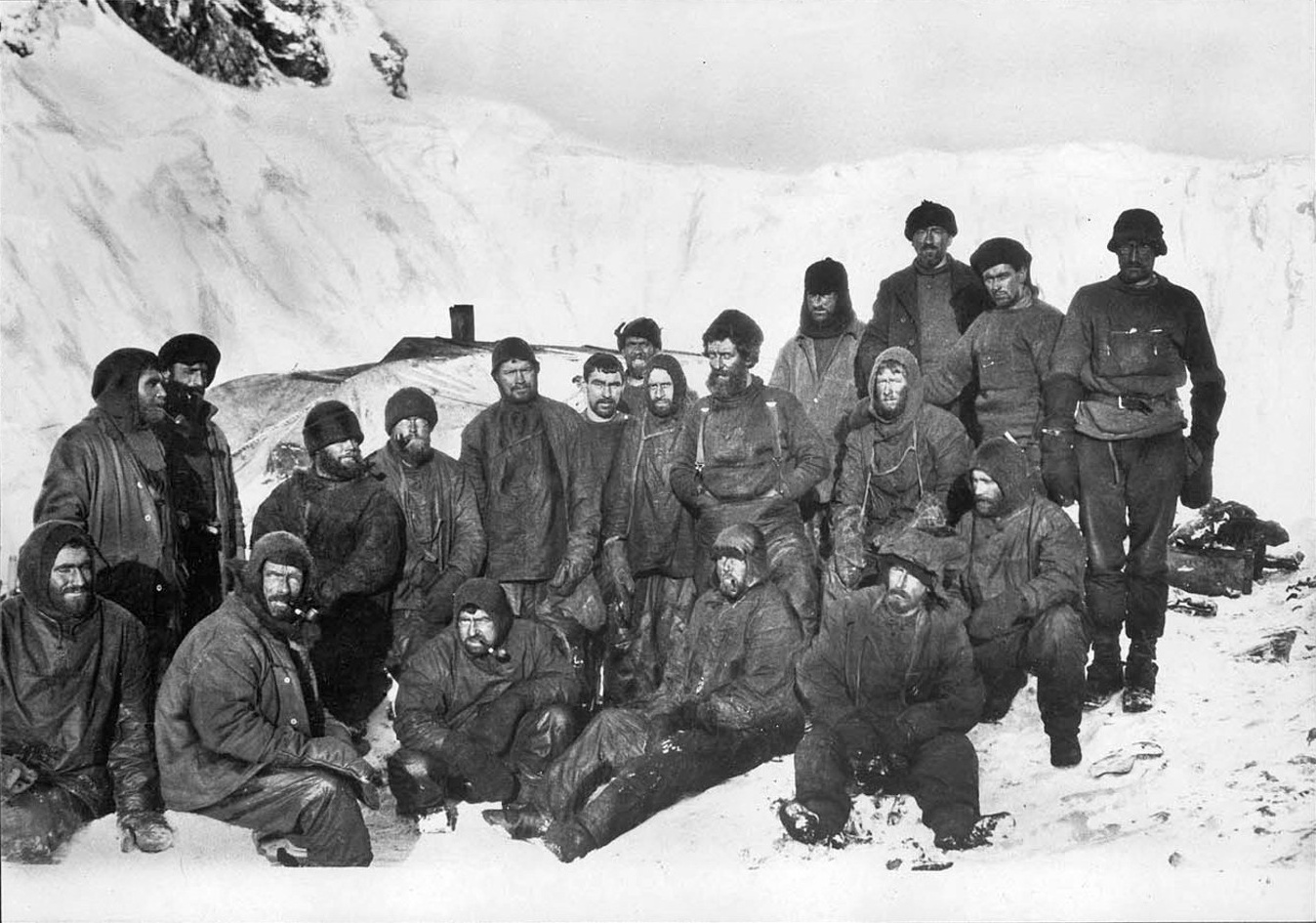
象岛上剩下的人（从左到右）： (“后排”) 格林斯特里特， 麦克罗伊， 马斯顿， 沃迪， 詹姆斯， Holness， 哈德森，斯蒂芬森， 麦克劳德， 克拉克， 奥德-李， 克尔， 麦克林； (“中排”) 格林， 维尔德， How， 奇塔姆， 赫西， 贝克威尔； (“前排”) Rickinson。 没有在照片上的人： 赫尔利 和 Blackborow

在沙克尔顿与“詹姆斯·凯尔德”离开后，弗兰克·维尔德负责指挥剩下的人。有些人身体疲劳，有些人精神低落： Lewis Rickinson有突发性心脏病； 布莱克鲍罗因脚被冻伤而无法走路；哈德森精神沮丧。 整支队伍只有一个小的栖身之地，但南方的冬天马上就要来临了。在马斯顿与莱昂内尔·格林斯特里特的提议下，他们把两艘船翻过来，放在低矮的石墙上，成为了一个大约有5英尺高的空间他们把这里叫做"Snuggery"。他们用帆布和其他材料将它做成了一个简陋但有效的栖身地。
维尔德最初估算救援只要一个月就能来到，所以不允许长期储备海豹和企鹅肉。因为这在他看来就已成为了失败的象征。这个政策与托马斯·奥德-李产生了巨大的分歧。奥德-李在探险队中并不受欢迎他的提议并没有激发队员的斗志，反而成为了其他人嘲笑他的理由。
在超过他的预期几个星期后，维尔德设计了一些减少单调乏味的活动。每日观测是否有搜救船只来到是必不可少的，开始轮流做饭，整理避难地。开始狩猎海豹和企鹅。星期六举办歌唱会，各种纪念日也被庆祝。布莱克鲍罗的左脚脚趾因寒冷而冻伤在6月15日麦克林和詹姆斯·麦克罗伊在烛光下，用所剩的最后一点氯仿为他做截趾手术。整个手术过程耗时55分钟，非常成功。
到8月23日，维尔德的不储备政策似乎失败了。周围海面上的浮冰使船只无法接近，食物逐渐耗尽而且没有企鹅来到海岸上了。奥德-李写到：“我们将要吃死的最早的人……这是一句真实的俏皮话。” 维尔德开始认真考虑去梦幻岛——他计划10月5日出发，希望能遇到一艘捕鲸船。但就在1916年8月30日，沙克尔顿和“耶尔京迪兹”号出现了。

### 罗斯海支队

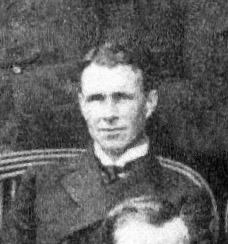
埃涅阿斯·麦金托什, 罗斯海团队的指挥长

在由于经济与管理上的问题拖延了几天后，“奥罗拉号”于1914年12月24日离开 霍巴特港。他们在1915年1月15日到达麦克默多海峡，比他们预想得要晚一些。埃涅阿斯·麦金托什立即开始了在罗斯冰架上投放物资的计划工作，因为他们认为沙克尔顿在春天就会开始横跨南极大陆的旅程。但狗与人都不熟悉极地的情况，整个团队对冰的状况很不熟悉。他们的第一次工作就导致了队中的18条狗损失了10条，人们感到寒冷，士气低落。
在5月7日本在探险队总部 埃文斯海角 下锚的“奥罗拉号”在一阵大风中吹离了下锚地被带着它向海中漂浮的冰层阻挡而无法回去。它在冰中被困了很长时间直到1916年2月12日在漂浮了1,600英里（2,600千米）后才脱离冰层开到新西兰。它把海岸上的大多数燃油，食品，衣物与装备，除了要定点投放的，都带走了。于是海岸上的队员只得用以前的探险队所遗留的装备，特别是斯科特船长的特拉诺瓦探险一些年前所留下的物资。第二个季度的物资投放计划于1915年9月进行。
在接下来的几个月中，需要的物资被投放，从罗斯冰盖到比尔德莫尔冰川脚下每隔一度就放一些物资。\然而他们从冰川脚下返回时，队伍却有很多人都染上了坏血病； 阿诺德·斯宾塞-史密斯，探险队的摄影师和牧师，在路上倒下病死了。剩余的队员到达 小屋点的永久避难所在那里复原健康。在1916年5月8日麦金托什和 维克多·海沃德决定从不稳定的冰面上走到 埃文斯海角，但在路上遇到了大风雪，人们再也没有见到他们。七名幸存者又在避难所中等待了另外八个月，直到1917年1月10日，修好的“奥罗拉号”到来将他们有带回文明世界。
沙克尔顿拒绝了由组织搜救的新西兰，澳大利亚和英国提出的提议：作为“奥罗拉号”的编外人员来指挥这艘船进行搜救。

## 回到文明世界
被救出的探险队，从1914年就与世界失去了联系，不知道第一次世界大战的进程。沙克尔顿于1916年6月2日安全返回福克兰群岛的消息没有引起多大的关注。探险队没有收到正常的荣誉和声望。当沙克尔顿本人在美国讲演后于1917年回到英国时，没有多少人注意到他的归来。
大多数探险队成员都立刻投入了军队尤其是海军的工作。在战争结束之前，蒂姆·麦卡锡和经验丰富的极地探险老手艾尔弗雷德·奇塔姆就已在行动中阵亡。罗斯海团队的欧内斯特·维尔德在地中海服役时因伤寒病死。几个人受了伤，很多人因勇敢而受到奖赏。随着一次在布宜诺斯艾利斯的宣传活动，沙克尔顿在战争的最后几个星期服役，以少校军衔在摩尔曼斯克进行特殊工作。 这项工作持续到1919年3月。他接下来组织了最后一次南极探险，叫做沙克尔顿-洛维特探险在「探索号」上进行，在1921年9月17日离开伦敦。沙克尔顿在1922年1月5日死于心脏病，这时他在南乔治亚岛。
维尔德，沃斯利，麦克林，麦卡锡，赫西， 亚历山大·克尔, 托马斯·麦克里德和厨师查尔斯·格林，这些坚忍号的成员，都参加了这次探险。在沙克尔顿死后，原有的去恩德比地的计划取消了。维尔德将船的路线定为穿过了能看到象岛的地方。他们在维尔德海岬外的海面上下锚，看到了以前留下的标记，但海面的情况使他们无法登陆。
40多年后，第一次成功的横穿南极的行动才成功，就是1955-1958年的英联邦南极穿越探险。探险队从瓦瑟尔湾出发，避开比尔德莫尔冰川，穿过大部分的罗斯冰架，从斯凯尔顿冰川的下坡到达麦克默多海峡，整个探险用了98天。

### 脚注
1. ↑  Shackleton, Preface to South, p. xi
2. ↑  Huntford, p. 348
3. ↑  Huntford, p. 50
4. ↑  Huntford, p. 350
5. 1 2 3  Murphy pp. 87–102
6. ↑  Shackleton, p. 2
7. 1 2 3  Huntford, pp. 355–58
8. ↑  Huntford, p. 367
9. ↑  Huntford, p. 362
10. ↑  . Cool Antarctica.   [2012-02-01]. （原始内容存档于2007-09-27）.
11. ↑  Fisher, p. 298
12. 1 2 3 4 5  Shackleton, pp. xii–xv
13. ↑  Tyler-Lewis, pp. 214–15
14. 1 2 3 4  Fisher, pp. 306–07
15. ↑  Huntford, p. 369
16. ↑  .   [2012-02-01]. （原始内容存档于2011-06-04）.
17. 1 2  Huntford, pp. 375–77
18. ↑  Fisher, p. 306, Shackleton, p. xv. Huntford, p. 370, suggests that the cost was £11,600.
19. 1 2  Huntford, p. 370
20. ↑  In 1920 the “Daily Mail” estimated that the expedition had cost £80,000 – Fisher, p. 306
21. ↑  Tyler-Lewis, pp. 34–35
22. ↑  Tyler-Lewis, pp. 41–48
23. ↑  Tyler-Lewis, pp. 222–27
24. ↑  Alexander, p. 10
25. ↑  Alexander, pp. 140–41
26. ↑  Fisher, p. 308
27. ↑  . Scott Polar Research Institute.   [30 August 2009]. （原始内容存档于2011-09-26）.
28. ↑  Huntford, pp. 383–84
29. ↑  Tyler-Lewis, pp. 50–53
30. ↑  Fisher, p. 315
31. 1 2  Tyler-Lewis, pp. 21–22
32. ↑  Huntford, pp. 364–65
33. ↑  Fisher, p. 310
34. ↑  Huntford, pp. 370–71
35. ↑  Huntford, p. 372
36. ↑  Fisher, pp. 311–14
37. ↑  Tyler-Lewis, pp. 48–53
38. 1 2  Alexander pp. 15–18
39. ↑  Shackleton, p. 5
40. ↑  Shackleton, p. 11
41. ↑  Shackleton, pp. 12–16
42. ↑  Shackleton, pp. 23–24
43. 1 2 3  Shackleton, pp. 26–28
44. ↑  Shackleton, p. 31
45. 1 2  Shackleton, pp. 34–40
46. ↑  Huntford, p. 418
47. 1 2 3  Shackleton, pp. 43–47
48. ↑  Huntford, p. 421
49. ↑  Alexander, pp. 52–54
50. ↑  Shackleton, pp. 50–53
51. ↑  Shackleton, p. 58
52. ↑  Shackleton, pp. 60–61
53. 1 2  Shackleton, pp. 65–66
54. ↑  Shackleton, pp. 72–73
55. ↑  Shackleton, pp. 74–77
56. ↑  Huntford, p. 461
57. ↑  Huntford, p. 455
58. 1 2  Shackleton, p. 75
59. ↑  Fisher, p. 358
60. ↑  . Southpole.com.   [2 September 2009]. （原始内容存档于2015-10-25）.
61. 1 2  Alexander, p. 95
62. 1 2 3  Huntford, pp. 456–57
63. ↑  Shackleton, pp. 81–82
64. ↑  Alexander, p. 98
65. ↑  Shackleton, p. 98
66. ↑  Shackleton, p. 94
67. 1 2  Huntford, pp. 468–69
68. 1 2 3  Huntford, pp. 473–76
69. ↑  Huntford, p. 656
70. 1 2  Shackleton, p. 106
71. 1 2  Shackleton, pp. 107–09
72. ↑  Shackleton, p. 112
73. 1 2  Shackleton, p. 116
74. ↑  Fisher, p. 366
75. ↑  Shackleton, p. 119
76. ↑  Huntford, p. 469
77. 1 2  Shackleton, p. 121
78. ↑  Huntford, p. 506
79. ↑  Huntford, pp. 508–12
80. ↑  Huntford, pp. 509–13
81. ↑  Shackleton, pp. 142–50
82. ↑  Shackleton, p. 151. Point Wild was also called "Cape Wild"
83. 1 2  Fisher, p. 371
84. ↑  Shackleton, pp. 156–57
85. ↑  Shackleton, pp. 158–59
86. ↑  Alexander, pp. 134–35
87. ↑  Alexander, pp. 136–37
88. ↑  Huntford, p. 563
89. ↑  Fisher, pp. 378–82
90. ↑  Shackleton, pp. 175–80
91. ↑  Shackleton, p. 185
92. 1 2  Fisher, p. 383
93. ↑  Fisher, p. 384
94. ↑  Shackleton, quoted in Fisher, p. 385
95. ↑  Fisher, p. 386
96. ↑  Shackleton, p. 209
97. ↑  Huntford, pp. 696–97
98. ↑  Shackleton, p. 208–09
99. ↑  Shackleton, pp. 210–13
100. ↑  Shackleton, pp. 214–18
101. ↑  . Australian Antarctic Data Centre.   [4 September 2009]. （原始内容存档于2012-02-25）.
102. ↑  Shackleton, pp. 218–19
103. ↑  Huntford, p. 533
104. ↑  Mills, pp. 239–40
105. ↑  Mills, p. 241
106. ↑  Mills, pp. 242–50
107. ↑  Mills, pp. 250–52
108. ↑  Huntford, pp. 532–33
109. ↑  Huntford, p. 541
110. ↑  Alexander, p. 182
111. ↑  Mills, p. 261
112. ↑  Fisher, pp. 397–400
113. ↑  Tyler-Lewis, pp. 69–105
114. ↑  Shackleton, pp. 307–33
115. ↑  Tyler-Lewis, pp. 128–44
116. ↑  Tyler-Lewis, pp. 145–75
117. ↑  Tyler-Lewis, pp. 176–92
118. ↑  Tyler-Lewis, pp. 195–97
119. ↑  Tyler-Lewis, pp. 234–43
120. ↑  Tyler-Lewis, p. 231
121. ↑  Huntford, pp. 605–06
122. ↑  Huntford, p. 647
123. ↑  Shackleton, pp. 339–41
124. ↑  Fisher, p. 432
125. ↑  Mills, p. 289
126. ↑  Mills, pp. 304–05
127. ↑  Fuchs & Hillary, p. 293